# سيمون جونز (عازف قيثارة)
سيمون جونز (بالإنجليزية: Simon Jones)‏ هو عازف قيثارة بريطاني، ولد في 29 يوليو 1972 في ليفربول في المملكة المتحدة.

## وصلات خارجية
- سيمون جونز على موقع ميوزك برينز (الإنجليزية)
- سيمون جونز على موقع أول ميوزيك (الإنجليزية)
- سيمون جونز على موقع ديسكوغز (الإنجليزية)